# Shmuel Schneersohn
Shmuel Schneersohn (in ebraico שמואל שניאורסון‎?, in russo Шмуэль Шнеерсон?, Šmuėl' Šneerson; Ljubaviči, 29 aprile 1834 – Ljubaviči, 14 settembre 1882) è stato un filosofo, mistico e religioso russo, oltreché mistico ebreo.

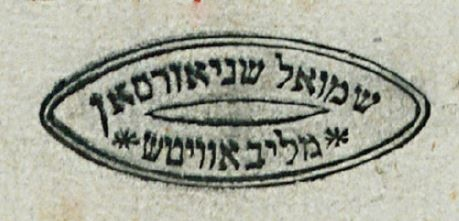

Rabbino ortodosso e quarto Rebbe (capo spirituale, in questo contesto) del movimento religioso chassidico Chabad-Lubavitch.

## Biografia
Schneersohn nacque a Ljubaviči (Lubavitch), il 2 Iyar 1834, settimo figlio dello Tzemach Tzedek. Si trovò a confrontarsi con la competizione di tre fratelli, principalmente quella di Rabbi Yehuda Leib Schneersohn che fondò una dinastia a Kapust dopo la morte del padre. Anche altri fratelli stabilirono dinastie nelle cittadine russe di Ljady, Babrujsk e Nižyn. Fece tutto il possibile per migliorare la situazione degli ebrei perseguitati.
Nel 1848 Schneersohn si sposò con la figlia di suo fratello, Rabbi Chaim Shneur Zalman Schneersohn. Dopo alcuni mesi ella morì e Schneersohn sposò Rivkah, una nipote di Rabbi Dovber Schneuri, il Mitteler Rebbe.
Si racconta che Schneersohn avesse sempre a disposizione dei carri per l'evacuazione dei libri in caso d'incendio.
Oltre al suo attivismo comunitario, Schneersohn ebbe vasti interessi intellettuali. Parlava diverse lingue straniere, incluso il latino. Scrisse abbondantemente su numerosi temi religiosi e secolari ma molti dei suoi scritti non vennero mai pubblicati e rimangono ora solo in forma di manoscritto. I suoi discorsi iniziarono ad esser pubblicati per la prima volta col titolo Likkutei Torat Shmuel nel 1945 da Kehot, e finora sono stati stampati 12 volumi.
Ebbe quattro figli e due figlie, morì a Ljubaviči, il 13 Tishri 1882, e gli succedette suo figlio Sholom Dovber.
Schneersohn esortò a studiare la kabbalah come prerequisito della propria umanità:

## Aforismi
- Il mondo dice: "Se non riesci a strisciare sotto, scavalca." Ma io dico: "Lechatchilah Ariber, sin dall'inizio, scavalca."[7]
- Non puoi ingannare Dio: alla fine, non puoi nemmeno ingannare gli altri. L'unico che puoi ingannare è te stesso. E ingannare uno stupido non è una grande impresa.[8]